# John Lander
John Gerard Heath Lander, född 7 september 1907 i Liverpool, död 25 december 1941 i Hongkong, var en brittisk roddare.
Lander blev olympisk guldmedaljör i fyra utan styrman vid sommarspelen 1928 i Amsterdam.